# Khairahani
Khairahani (Nepali खैरहनी Khairahani) ist eine Stadt (Munizipalität) im Distrikt Chitwan (Nepal).
Khairahani liegt östlich von Ratnanagar im mittleren Terai Nepals.
Die Fernstraße Mahendra Rajmarg, die wichtigste West-Ost-Straßenverbindung Nepals, verläuft durch die Stadt.
Die Stadt entstand 2014 durch Zusammenlegung der Village Development Committees Chainpur, Khairahani und Kumroj.
Das Stadtgebiet von Khairahani umfasst 68,6 km².

## Einwohner
Bei der Volkszählung 2011 hatten die VDCs, aus welchen die Stadt Khairahani entstand, 46.398 Einwohner (davon 21.665 männlich) in 10.291 Haushalten.